# Maximianus
Marcus Aurelius Valerius Maximianus, známý též jako Maximianus Herculius (kolem 250? u Sirmia, Panonie – červenec 310 Massilia, Galie), byl římský císař v letech 286–305, 307–308 a 310, jenž dlouhá léta působil jako spoluvládce zakladatele systému tetrarchie Diocletiana. V letech 285–286 zastával funkci Diocletianova caesara.
V současné historiografii se vyzdvihuje zejména Maximianovo vojevůdcovské nadání a naprostá loajalita vůči Diocletianovi. Naopak za jeho slabinu bývá označován politický rozhled – několik neprozíravých kroků způsobilo nejen jeho pád, ale i jeho nevyjasněnou smrt.

## Původ a kariéra
Pocházel z chudých poměrů a nedostalo se mu prakticky žádného vzdělání. Jeho společenský vzestup souvisel v plné míře se službou v armádě, do níž vstoupil nejpozději v 70. letech 3. století. Zúčastnil se vojenských výprav císaře Aureliana v Podunají, na Eufratu i v Británii. Za vlády Probovy se vypracoval z prostého vojáka mezi významné velitele. V té době navázal celoživotní přátelství se svým starším krajanem Dioclem (pozdějším Diocletianem), oženil se se Syřankou jménem Eutropia s níž měl dvě děti, Maxentia a Faustu.

## Proklamace za císaře
Není známo jakou funkci Maximianus zastával v roce 284, kdy se Diocletianus stal císařem, ale nového vladaře podporoval. Na podzim roku 285, jen několik týdnů po porážce císaře Carina, byl Maximianus prohlášen caesarem a Diocletianovým spoluvladařem. Diocletianus ho poslal do Galie, kde měl potlačit hnutí bagaudů a kolonů, kteří se vzepřeli tamním velkostatkářům (jejich vůdci byli Amandus s Aelianem). Boje probíhaly na přelomu let 285–286 a pravděpodobně byly nadmíru úspěšné, neboť již 1. dubna 286 obdržel Maximianus titul plnoprávného císaře, augusta. V duchu Diocletianovy panovnické stylizace mu bylo uděleno příjmení Herculius (Herkulský), zatímco starý císař se nazval Joviem (podle Jupitera/Jova).

## Vláda
Maximianus získal správu nad západní polovinou impéria a prakticky ihned se pustil do války s germánskými kmeny Burgundů, Alamanů, Chaibonů a Herulů, jejichž vpády zpustošily rozlehlé oblasti Galie. Do roku 288 se mu podařilo porazit nejen původce konfliktu, ale i Franky v čele s králem Gennobaudem a saské lupiče plenící pobřežní kraje. Po návratu z tažení se počátkem roku 289 sešel na Rýně či horním Dunaji s Diocletianem, aby s ním projednal Carausiovu revoltu v Británii, která oba znepokojovala. Vzhledem k absenci jiných možností uzavřel Maximianus s Carausiem dohodu, v níž ho pověřil „ochranou obyvatelstva před bojovnými kmeny“, což napětí na severozápadě načas snížilo.
Na jihozápadě, v severní Africe, ohrožovaly římskou správu vpády kmenů do provincie Mauretania, nakonec se však zdejšímu místodržiteli Titu Aureliu Lituovi podařilo znovu obnovit pořádek. Na přelomu let 290 a 291 Maximianus odjel do Mediolana na druhou schůzku s Diocletianem. Předmětem rozhovorů byla tentokrát krize na některých úsecích germánské hranice, proto v roce 292 vypověděl Maximianus válku Alamanům a protáhl jejich územím od Mogontiaka až ke kastelu Guntia. Vysloužil si za to (celkem již počtvrté) vítězné příjmení Germanicus maximus, jež mu na rozdíl od řady jiných císařů patřilo plným právem.
V rámci rodiny provdal Maximianus svou nevlastní dceru Maximianu Theodoru za prefekta pretoriánů Constantia I. Chlora, který se musel rozejít se svou dosavadní družkou Flavií Iulií Helenou. Manželství bylo uzavřeno asi roku 289 a vzešlo z něj šest dětí, tři synové a tři dcery.

### Tetrarchie
Dvojvládí Diocletianus-Maximianus, založené nikoli na pokrevním poutu, ale na praktické spolupráci dvou vojevůdců, se přes všechny výhody, jež přinášelo, ponenáhlu ukázalo jako nedostatečně efektivní – říše měla ve 3. století příliš mnoho soupeřů a patřičnou autoritu u vojska měly jen osoby s císařskou důstojností. Nepodařilo se eliminovat ani uzurpátora Carausia v Británii, ani neklid na rýnské a dunajské hranici, ani odčinit pokořující porážky na východě, jež říši uštědřili v 50. letech 3. století perští Sásánovci; navíc i vnitropolitická situace měla daleko ke stabilitě. Proto se Diocletianus rozhodl rozšířit počet císařů na čtyři, aby mohl lépe pokrýt všechny „fronty“, a systémem vazeb mezi nimi vyřešit rovněž následnickou otázku. Jedna dvojice měla v budoucnu nahradit druhou.
V březnu a květnu 293 jmenovali Diocletianus a Maximianus dva nové spoluvládce s hodností caesara – Maximianus prefekta Constantia, Diocletianus Galeria. V Maximianově případě došlo k proklamaci v Mediolanu a ihned poté byl Constantius císařem formálně adoptován. Toto uspořádání znamenalo vypovězení války odtržené Británii, kde stále vládl Carausius – znovudobytí ostrova byl jednoznačně nejdůležitější úkol, který Maximianus Constantiovi dal. V roce 296/297 utrpěly britské legie sérii rozhodných porážek a Constantius zbavil moci uzurpátora Allecta, který ještě stihl samotného Carausia zavraždit. Maximianovi, setrvávajícímu v Itálii, to umožnilo soustředit se na severní Afriku.

### Pobyt v Africe

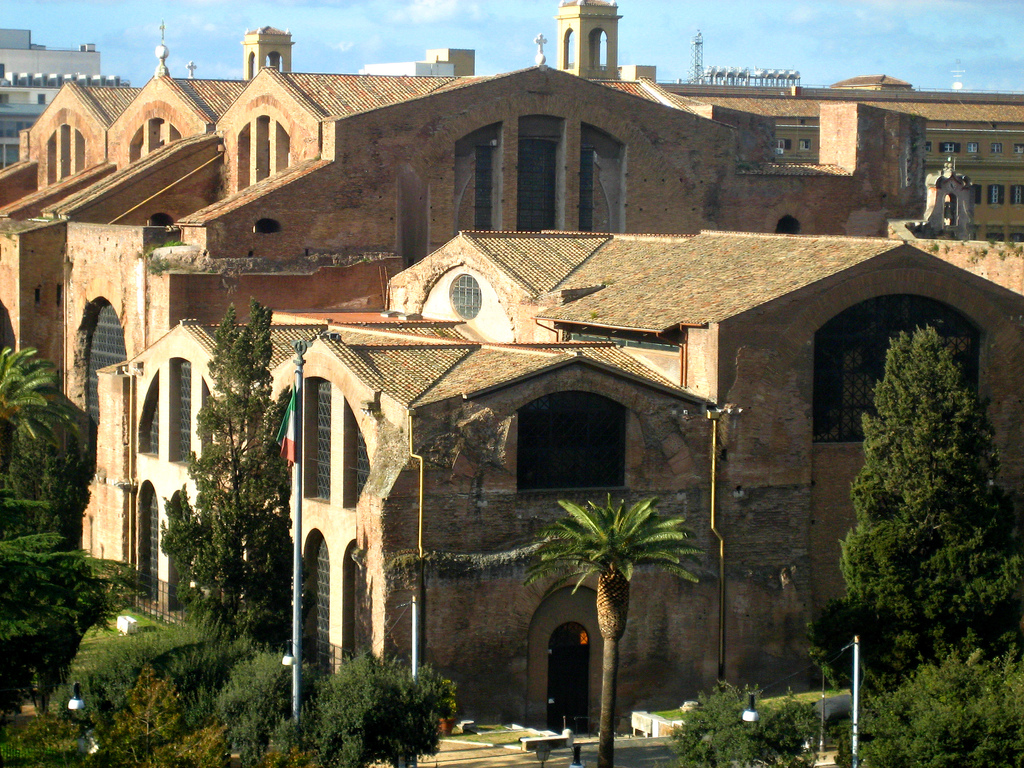
Diocletianovy lázně, jejichž stavbu zahájil císař Maximianus

V roce 297 odplul Maximianus do Mauretánie, kde podnikl výpravu proti Quinquegetanům a snad také odstranil následky vzpoury blíže neznámého Iuliana. Potom se odebral do Kartága, odkud vyrazil v roce 298 do Tripolska. V celé oblasti se pod jeho dozorem systematicky opevňovala hranice (limes) a stavělo ve městech. Patrně ještě z Afriky bylo na Diocletianův pokyn rozpoutáno pronásledování křesťanů v západních provinciích, chronologie však není zcela jasná. Nejpozději na jaře 303 zamířil Maximianus do Říma.

### Abdikace
V hlavním městě proběhl za přítomnosti obou augustů 20. listopadu 303 slavnostní triumf, spojený s oslavami vicenalií (dvacátého výročí nástupu vlády), a započala výstavba monumentálních Diocletianových lázní, dodnes zčásti dochovaných na východě metropole. Dne 21. dubna 304 ohlásil Maximianus počátek sekulárních her (poslední se konaly za Septimia Severa), avšak již 1. května 305 následovala abdikace ve prospěch caesara Constantia – totéž učinil i Diocletianus na východě, kde se novým vládcem stal Galerius. Předání vlády dosavadním caesarům bylo součástí Diocletianovy koncepce následnictví a Maximianus se k němu podle všeho stavěl spíše neochotně; autorita starého císaře byla však natolik silná, že se jeho vůli všichni aktéři podrobili.

## Pokus o restauraci
Po své abdikaci se Maximianus stáhl do Lukánie (či Kampánie) a užíval od té doby titulů senior augustus a pater augustorum (starší císař, otec císařů). Vládu v říši společně vykonávali augustové Constantius a Galerius, kteří si zvolili dva nové caesary, Flavia Severa a Maximina Daiu. Když Constantius v roce 306 zemřel, provolalo vojsko v Británii novým augustem jeho syna Konstantina Velikého (namísto Severa), což složitý systém tetrarchie nenávratně narušilo. Maximianův syn Maxentius přijal v Římě císařský titul a propukla občanská válka.
Koncem roku 306 se Maximianus odebral k Maxentiovi, který jej požádal, aby mu pomohl v nadcházející válce se Severem. Maximianus reagoval tím, že se znovu prohlásil císařem, a odebral se do Ravenny, kde přijal kapitulaci Severových vojsk. Potom odcestoval ke Konstantinovi do Galie, kde se oba navzájem uznali za augusty a Konstantin se oženil s Maximianovou dcerou Faustou. Po návratu do Říma se staronový císař pokusil zbavit Maxentia trůnu, musel však uprchnout zpátky ke Konstantinovi a na konferenci v Carnuntu v listopadu 308 byl donucen podruhé abdikovat.

## Smrt
Poslední měsíce svého života trávil Maximianus v Galii u Konstantina, odkud jen bezmocně sledoval prohlubující se zmatky v říši. Nakonec se rozhodl ještě jednou vstoupit do politiky a na počátku léta 310 se dal v Arelate potřetí proklamovat císařem; využil přitom Konstantinova zaneprázdnění na rýnské hranici, kde Římané sváděli těžké boje s Franky. Konstantin svého tchána oblehl v Massilii na pobřeží Středozemního moře, zajal ho a uvrhl do domácího vězení. Patrně v červenci 310 byl Maximianus nalezen ve svých pokojích oběšený – zda šlo o sebevraždu či vraždu, není známé.